# ニュージャージー州知事一覧
ニュージャージー州知事（英語：Governor of New Jersey）は、アメリカ合衆国のニュージャージー州の州知事である。

## 一覧
| #  | 氏名                                     | 就任           | 退任           | 政党       |
| -- | ---------------------------------------- | -------------- | -------------- | ---------- |
| 1  | ウィリアム・リヴィングストン             | 1776年8月31日  | 1790年7月25日  | 連邦党     |
| —  | イライシャ・ローレンス                   | 1790年7月25日  | 1790年10月29日 | 連邦党     |
| 2  | ウィリアム・パターソン                   | 1790年10月29日 | 1793年3月30日  | 連邦党     |
| —  | トーマス・ヘンダーソン                   | 1793年3月30日  | 1793年6月3日   | 連邦党     |
| 3  | リチャード・ハウエル                     | 1793年6月3日   | 1801年10月31日 | 連邦党     |
| 4  | ジョゼフ・ブルームフィールド             | 1801年10月31日 | 1802年10月28日 | 民主共和党 |
| —  | ジョン・ランバート                       | 1802年10月28日 | 1803年10月29日 | 民主共和党 |
| 4  | ジョゼフ・ブルームフィールド             | 1803年10月29日 | 1812年10月29日 | 民主共和党 |
| 5  | アーロン・オグデン                       | 1812年10月29日 | 1813年10月29日 | 連邦党     |
| 6  | ウィリアム・サンフォード・ペニントン     | 1813年10月29日 | 1815年6月19日  | 民主共和党 |
| —  | ウィリアム・ケネディ                     | 1815年6月19日  | 1815年10月26日 | 民主共和党 |
| 7  | マーロン・ディッカーソン                 | 1815年10月26日 | 1817年2月1日   | 民主共和党 |
| 8  | アイザック・ハルステッド・ウィリアムソン | 1817年2月6日   | 1829年10月30日 | 連邦党     |
| —  | ギャレット・D・ウォール                  | —              | —              | 民主党     |
| 9  | ピーター・デュモント・ヴルーム           | 1829年11月6日  | 1832年10月26日 | 民主党     |
| 10 | サミュエル・サウザード                   | 1832年10月26日 | 1833年2月27日  | ホイッグ党 |
| 11 | イライアス・P・シーリー                  | 1833年2月27日  | 1833年10月25日 | ホイッグ党 |
| 9  | ピーター・デュモント・ヴルーム           | 1833年10月25日 | 1836年11月3日  | 民主党     |
| 12 | フィレモン・ディッカーソン               | 1836年11月3日  | 1837年10月27日 | 民主党     |
| 13 | ウィリアム・ペニントン                   | 1837年10月27日 | 1843年10月27日 | ホイッグ党 |
| 14 | ダニエル・ヘインズ                       | 1843年10月27日 | 1845年1月21日  | 民主党     |
| 15 | チャールズ・C・ストラットン              | 1845年1月21日  | 1848年1月18日  | ホイッグ党 |
| 14 | ダニエル・ヘインズ                       | 1848年1月18日  | 1851年1月21日  | 民主党     |
| 16 | ジョージ・F・フォート                    | 1851年1月21日  | 1854年1月17日  | 民主党     |
| 17 | ロッドマン・M・プライス                  | 1854年1月17日  | 1857年1月20日  | 民主党     |
| 18 | ウィリアム・A・ニューウェル              | 1857年1月20日  | 1860年1月17日  | 共和党     |
| 19 | チャールズ・スミス・オルデン             | 1860年1月17日  | 1863年1月20日  | 共和党     |
| 20 | ジョエル・パーカー                       | 1863年1月20日  | 1866年1月16日  | 民主党     |
| 21 | マーカス・ローレンス・ウォード           | 1866年1月16日  | 1869年1月19日  | 共和党     |
| 22 | セオドア・フィッツ・ランドルフ           | 1869年1月19日  | 1872年1月16日  | 民主党     |
| 20 | ジョエル・パーカー                       | 1872年1月16日  | 1875年1月19日  | 民主党     |
| 23 | ジョゼフ・D・ベドル                      | 1875年1月19日  | 1878年1月15日  | 民主党     |
| 24 | ジョージ・マクレラン                     | 1878年1月15日  | 1881年1月18日  | 民主党     |
| 25 | ジョージ・C・ラドロー                    | 1881年1月18日  | 1884年1月15日  | 民主党     |
| 26 | レオン・アベット                         | 1884年1月15日  | 1887年1月18日  | 民主党     |
| 27 | ロバート・ストックトン・グリーン         | 1887年1月18日  | 1890年1月21日  | 民主党     |
| 26 | レオン・アベット                         | 1890年1月21日  | 1893年1月17日  | 民主党     |
| 28 | ジョージ・セオドア・ワーツ               | 1893年1月17日  | 1896年1月21日  | 民主党     |
| 29 | ジョン・W・グリッグス                    | 1896年1月21日  | 1898年1月31日  | 共和党     |
| —  | フォスター・マゴウアン・ヴォーヒーズ     | 1898年1月31日  | 1898年10月18日 | 共和党     |
| —  | デイヴィッド・オグデン・ワトキンズ       | 1898年10月18日 | 1899年1月17日  | 共和党     |
| 30 | フォスター・マゴウアン・ヴォーヒーズ     | 1899年1月17日  | 1902年1月21日  | 共和党     |
| 31 | フランクリン・マーフィー                 | 1902年1月21日  | 1905年1月17日  | 共和党     |
| 32 | エドワード・C・ストークス                | 1905年1月17日  | 1908年1月21日  | 共和党     |
| 33 | ジョン・フランクリン・フォート           | 1908年1月21日  | 1911年1月17日  | 共和党     |
| 34 | ウッドロウ・ウィルソン                   | 1911年1月17日  | 1913年3月1日   | 民主党     |
| —  | ジェームズ・フェアマン・フィールダー     | 1913年3月1日   | 1913年10月28日 | 民主党     |
| —  | レオン・R・テイラー                      | 1913年10月28日 | 1914年1月20日  | 民主党     |
| 35 | ジェームズ・フェアマン・フィールダー     | 1914年1月20日  | 1917年1月16日  | 民主党     |
| 36 | ウォルター・エヴァンス・エッジ           | 1917年1月16日  | 1919年5月16日  | 共和党     |
| —  | ウィリアム・ネルソン・ラニオン           | 1919年5月16日  | 1920年1月13日  | 共和党     |
| —  | クラレンス・E・ケイス                    | 1920年1月13日  | 1920年1月20日  | 共和党     |
| 37 | エドワード・I・エドワーズ                | 1920年1月20日  | 1923年1月15日  | 民主党     |
| 38 | ジョージ・セバスティアン・シルザー       | 1923年1月15日  | 1926年1月19日  | 民主党     |
| 39 | A・ハリー・ムーア                        | 1926年1月19日  | 1929年1月15日  | 民主党     |
| 40 | モーガン・フォスター・ラーソン           | 1929年1月15日  | 1932年1月19日  | 共和党     |
| 39 | A・ハリー・ムーア                        | 1932年1月19日  | 1935年1月3日   | 民主党     |
| —  | クリフォード・ロス・パウエル             | 1935年1月3日   | 1935年1月8日   | 共和党     |
| —  | ホレイス・グリッグズ・プロール           | 1935年1月8日   | 1935年1月15日  | 共和党     |
| 41 | ハロルド・G・ホフマン                    | 1935年1月15日  | 1938年1月18日  | 共和党     |
| 39 | A・ハリー・ムーア                        | 1938年1月18日  | 1941年1月21日  | 民主党     |
| 42 | チャールズ・エディソン                   | 1941年1月21日  | 1944年1月18日  | 民主党     |
| 36 | ウォルター・エヴァンス・エッジ           | 1944年1月18日  | 1947年1月21日  | 共和党     |
| 43 | アルフレッド・E・ドリスコル              | 1947年1月21日  | 1954年1月19日  | 共和党     |
| 44 | ロバート・B・メイナー                    | 1954年1月19日  | 1962年1月16日  | 民主党     |
| 45 | リチャード・J・ヒューズ                  | 1962年1月16日  | 1970年1月20日  | 民主党     |
| 46 | ウィリアム・T・ケイヒル                  | 1970年1月20日  | 1974年1月15日  | 共和党     |
| 47 | ブレンダン・バーン                       | 1974年1月15日  | 1982年1月19日  | 民主党     |
| 48 | トーマス・ケイン                         | 1982年1月19日  | 1990年1月16日  | 共和党     |
| 49 | ジェームズ・フローリオ                   | 1990年1月16日  | 1994年1月18日  | 民主党     |
| 50 | クリスティーン・トッド・ウィットマン     | 1994年1月18日  | 2001年1月31日  | 共和党     |
| 51 | ドナルド・ディフランチェスコ             | 2001年1月31日  | 2002年1月8日   | 共和党     |
| —  | ジョン・ファーマー・ジュニア             | 2002年1月8日   | 2002年1月8日   | 共和党     |
| —  | ジョン・O・ベネット                      | 2002年1月8日   | 2002年1月12日  | 共和党     |
| —  | リチャード・コーデイ                     | 2002年1月12日  | 2002年1月15日  | 民主党     |
| 52 | ジム・マグリーヴィー                     | 2002年1月15日  | 2004年11月15日 | 民主党     |
| 53 | リチャード・コーデイ                     | 2004年11月15日 | 2006年1月17日  | 民主党     |
| 54 | ジョン・コーザイン                       | 2006年1月17日  | 2010年1月19日  | 民主党     |
| 55 | クリス・クリスティ                       | 2010年1月19日  | 2018年1月16日  | 共和党     |
| 56 | フィル・マーフィー                       | 2018年1月16日  | 現職           | 民主党     |